# HighwayX
もしかして
- Highway X

ではありませんか？